# 陈翘
陈翘（1938年—），又名陈霭翘，广东潮安人，中国舞蹈家，中国舞蹈家协会原副主席、顾问，被誉为“黎族舞蹈之母”。